# 梳士巴利道
梳士巴利道（英語：Salisbury Road，舊譯疏利士巴利道），位於香港九龍半島南端尖沙咀海旁，是香港著名道路之一。道路西端位於尖沙咀天星碼頭一帶連接名店林立的廣東道，然後沿著尖沙咀海濱花園，東面連接康莊道紅磡站及紅磡繞道。全長2公里。

## 歷史

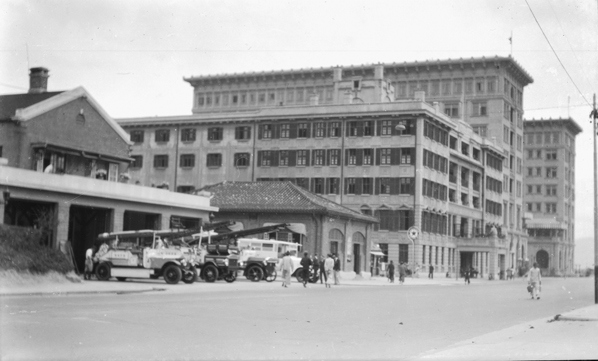
1930年代梳士巴利道（後為半島酒店）

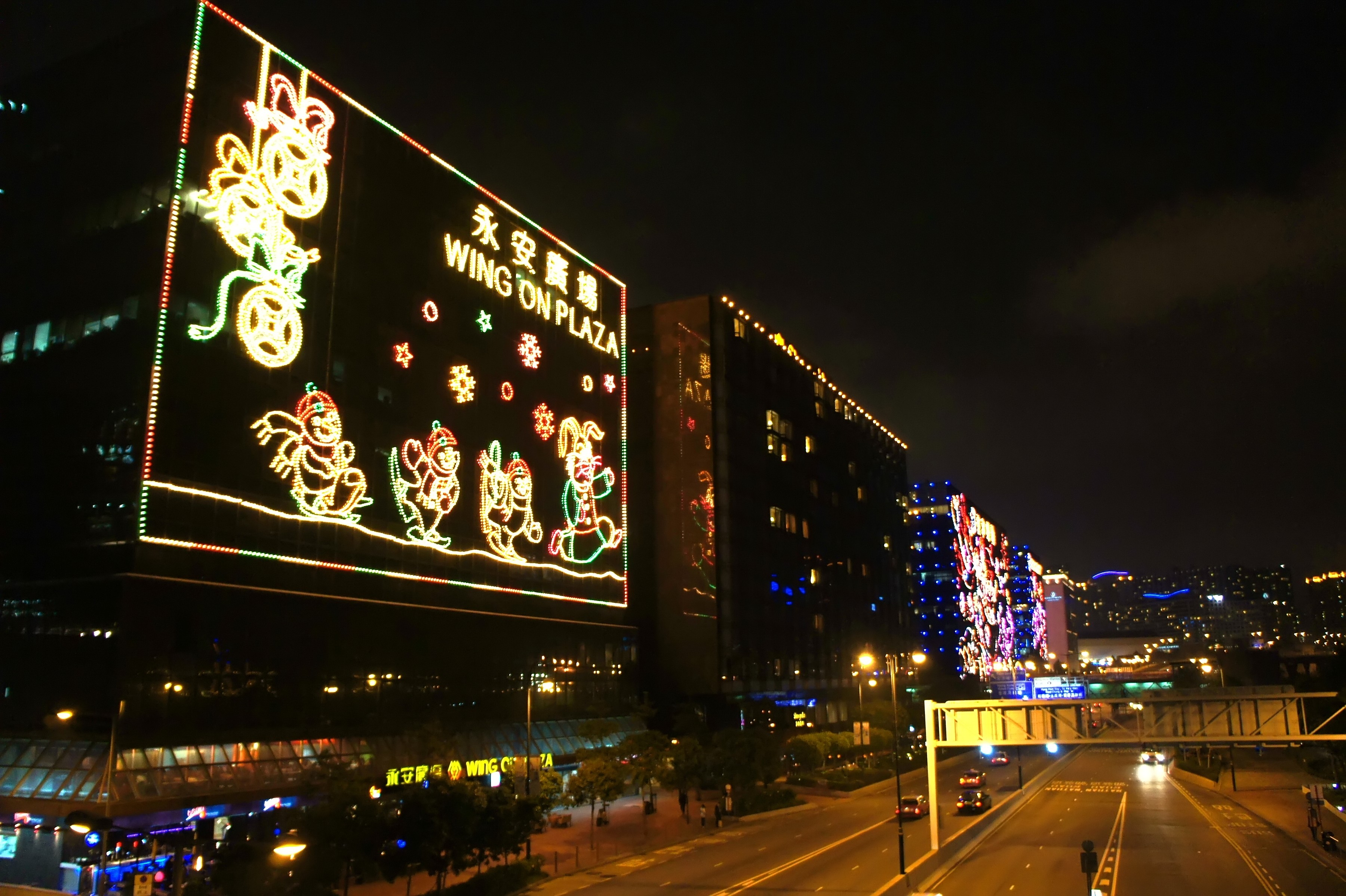
1980年代開始，位於梳士巴利道的建築物流行每逢聖誕佈置外牆燈飾，並逐漸成為拍攝熱點，永安廣場（左）正亮起聖誕及2011年兔年燈飾

梳士巴利道原是九龍半島南部海岸線一部分，最早一段於1887年建成，以英國首相梳士巴利侯爵命名。值得留意的是，當時的中文漢字譯名按英文字母串法，稱作疏利士巴利道。然而，的是不發音的。所以香港政府於1970年代將該路的中文名稱改作現今名稱。
昔日，尖沙咀中部近加拿分道，還有一條內街叫疏利士巴利路，後來政府為免其與疏利士巴利道（梳士巴利道）混淆，故在二十世紀七十年代改稱為厚福街。
梳士巴利道最初只是連接廣東道及漢口道，1902年起延長至漆咸道。
1906年起，隨著九廣鐵路尖沙咀火車站段於海旁填海時，道路曾一併擴闊。1970年代，隨著紅磡灣填海，開闢尖沙咀東地區，梳士巴利道便沿尖東海旁伸展至康莊道新的九龍車站（1997年改名為紅磡車站，2007年兩鐵合併改名為紅磡站）。

## 過路處

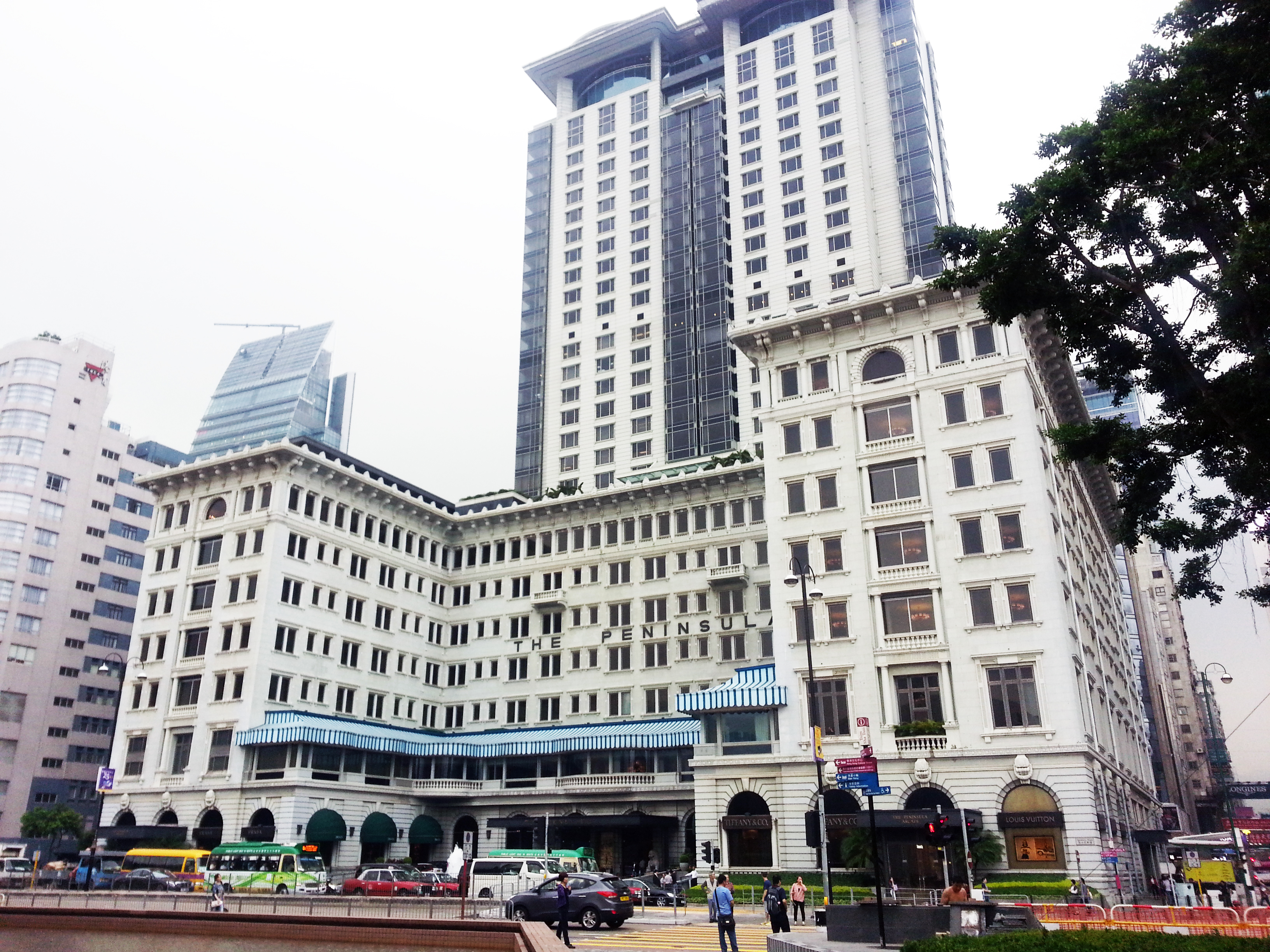
半島酒店前方為2014年重開的過路處（右下）

2004年，運輸署取消尖沙咀梳士巴利道太空館對出的過路處，所有行人均須繞經連接尖東站的地底行人隧道，必須被迫行經名店城商場，路程由原本不足1分鐘的路程變成至少需要5分鐘。其中提倡行人優先使用權的組織「創建香港」行政總裁司馬文，2013年於網上上載短片示範兩者的分別，引起公眾關注。經市民及團體十多年來多番爭取後，過路處終於在2014年9月重開。

## 車站
梳士巴利道本來是與原九廣鐵路英段路軌並排的，九龍火車總站位于半島酒店外。直至1975年九廣鐵路總站搬遷往紅磡站。然而於2004年，九廣東鐵（現港鐵東鐵綫）由紅磡站沿梳士巴利道地底重新到達尖沙咀東部，並設尖東站，但位處地底且向北移，與漆咸道南交界，2009年九龍南綫通車後改由西鐵綫使用，變成中途站。

## 沿路著名地點
| - 尖沙咀天星碼頭公共運輸交匯處 - 尖沙咀碼頭 - 尖沙咀鐘樓 - 香港文化中心 - 星光行 - 1881 Heritage - 香港基督教青年會 - 半島酒店 - 香港太空館 - 香港喜來登酒店 - 訊號山公園 - 香港藝術館 - 梳士巴利花園藝術廣場 | - 香港麗晶酒店 - 香港瑰麗酒店 - 維港文化匯 - K11 MUSEA - K11 ATELIER - 香港星光大道 - 尖沙咀海濱花園 - 尖沙咀東海濱平台花園 - 永安廣場 - 九龍香格里拉大酒店 - 尖沙咀中心 - 帝國中心 - 香港海景嘉福洲際酒店 |

## 主要道路交匯
- 廣東道
- 九龍公園徑
- 漢口道
- 彌敦道
- 中間道
- 漆咸道南
- 麼地道
- 紅磡繞道
- 科學館道
- 康莊道

## 圖集

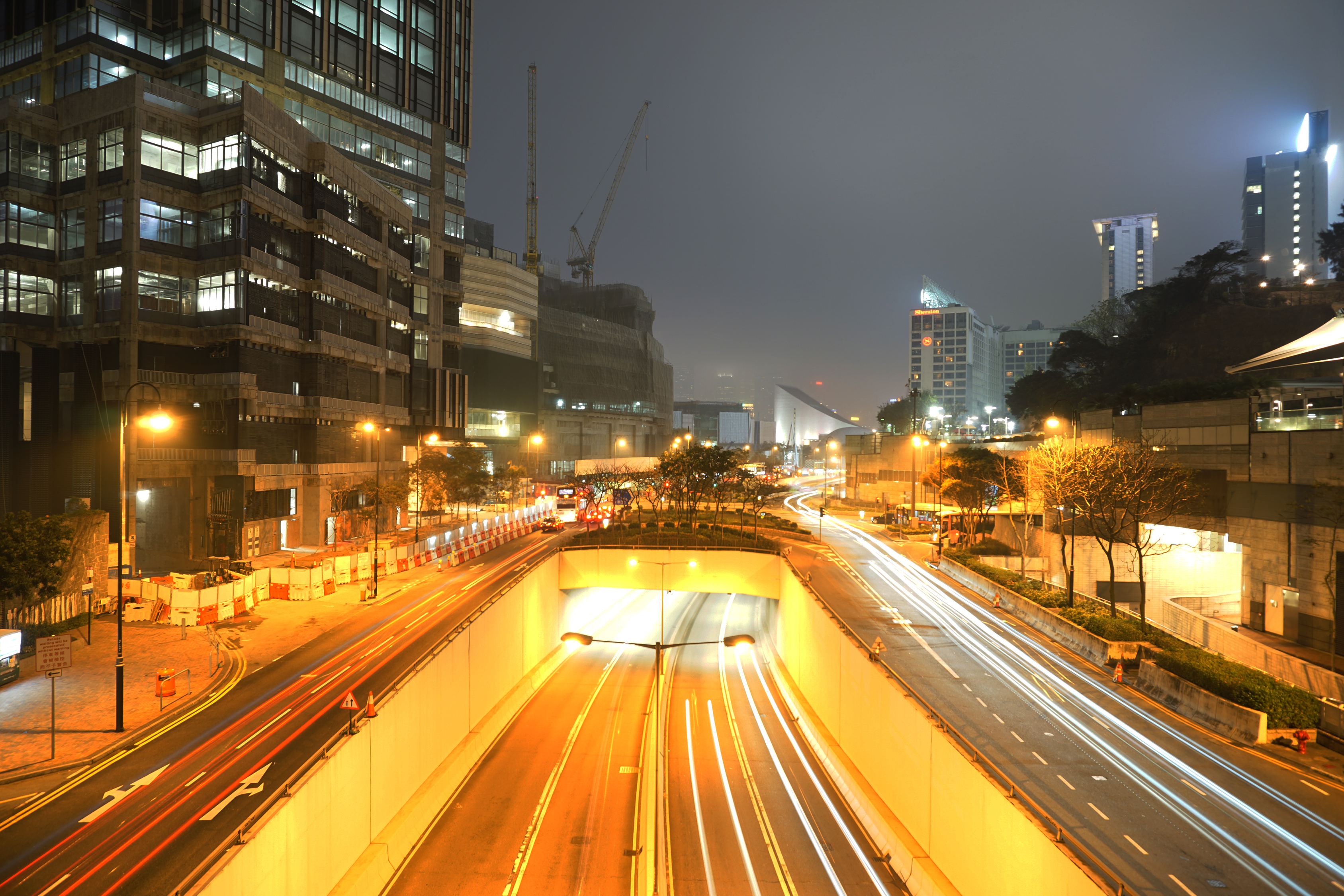
梳士巴利道行車隧道（2017年3月）
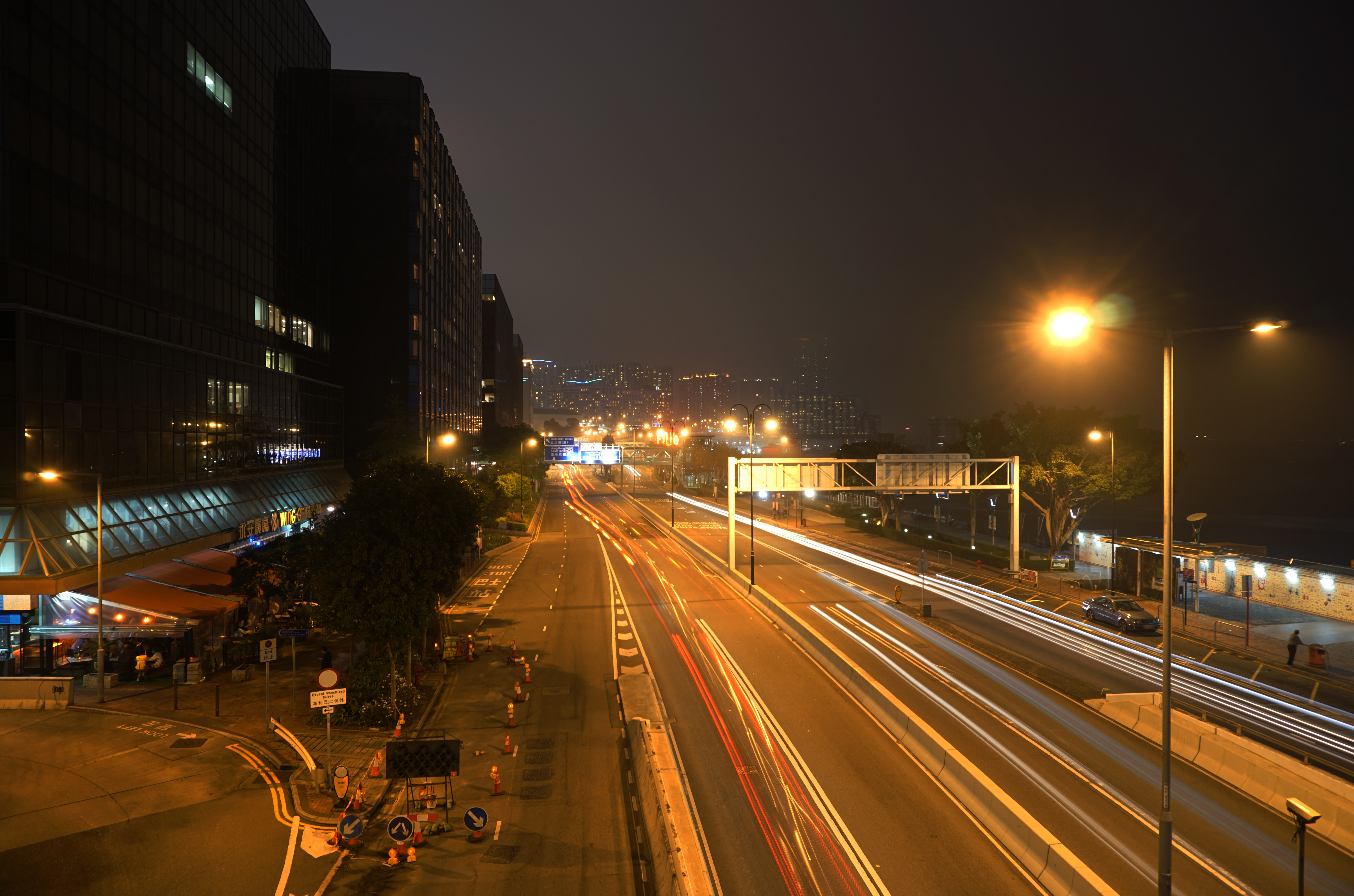
梳士巴利道尖東段（2017年3月）
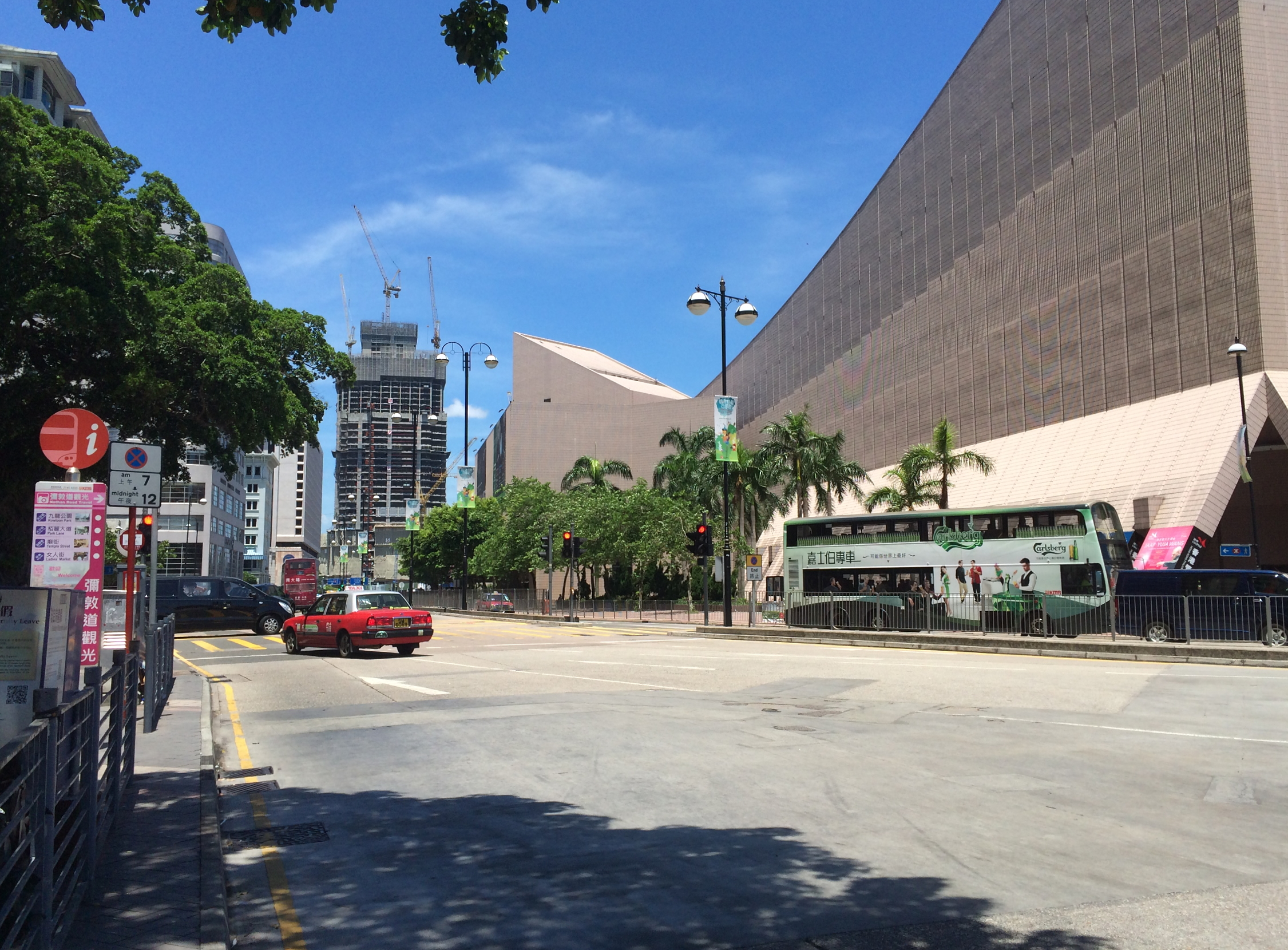
梳士巴利道西南段近星光行（2015年6月）
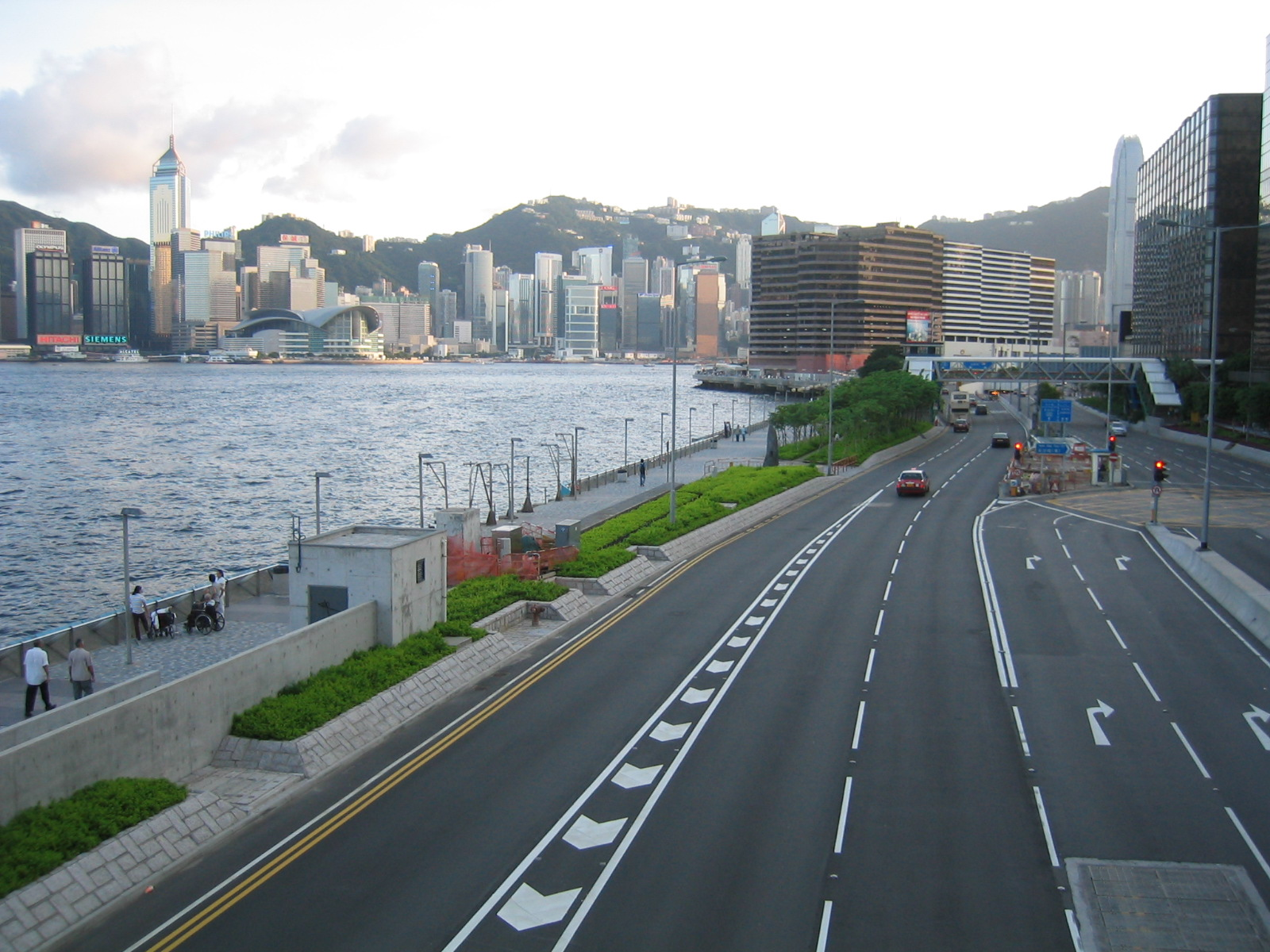
梳士巴利道東北段（2005年8月）

## 外部連結
- 尖沙咀梳士巴利道地圖 （页面存档备份，存于）

梳士巴利道
22°17′47.637″N 114°10′36.9012″E / 22.29656583°N 114.176917000°E